# Schaufenberg (Alsdorf)
Schaufenberg ist seit 1932 ein Stadtteil von Alsdorf in der Städteregion Aachen.

## Geschichte
Die erste urkundliche Erwähnung war 1438. Schaufenberg, Kellersberg und Bettendorf bildeten im Amt Eschweiler im Herzogtum Jülich eine Unterherrschaft mit dem Namen „Uphoengen“. Bis zur Eingemeindung nach Alsdorf am 1. Oktober 1932 gehörte Schaufenberg zur Bürgermeisterei Siersdorf im Kreis Jülich. Der so genannte Feldweg „Scheidfuhr“ (= Scheidefurche) war jahrhundertelang die Grenze zwischen Alsdorf und Schaufenberg, zwischen dem Herzogtum Limburg und dem Herzogtum Jülich sowie von 1794 bis 1815 zwischen der Mairie d’Alsdorf und der Mairie de Setterich sowie zwischen dem Département de la Roer und dem Département Meuse Inferieure.

## Sehenswürdigkeiten
- Holzbank des Kettensägenkünstler Oliver Schulz (Stamm der 120 Jahre alten Rosskastanie, die bis 2019 an gleicher Stelle stand)

Holzbank
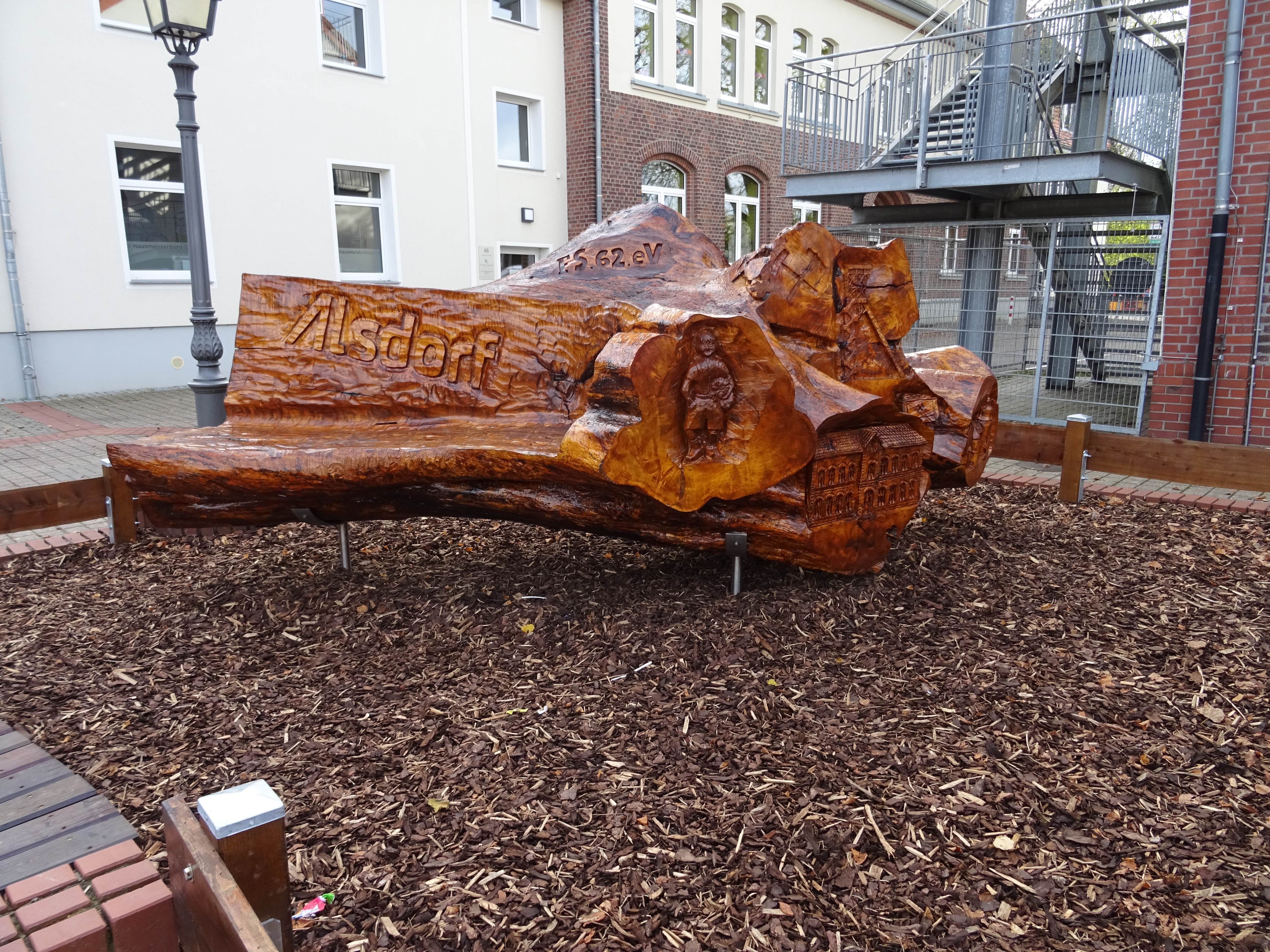
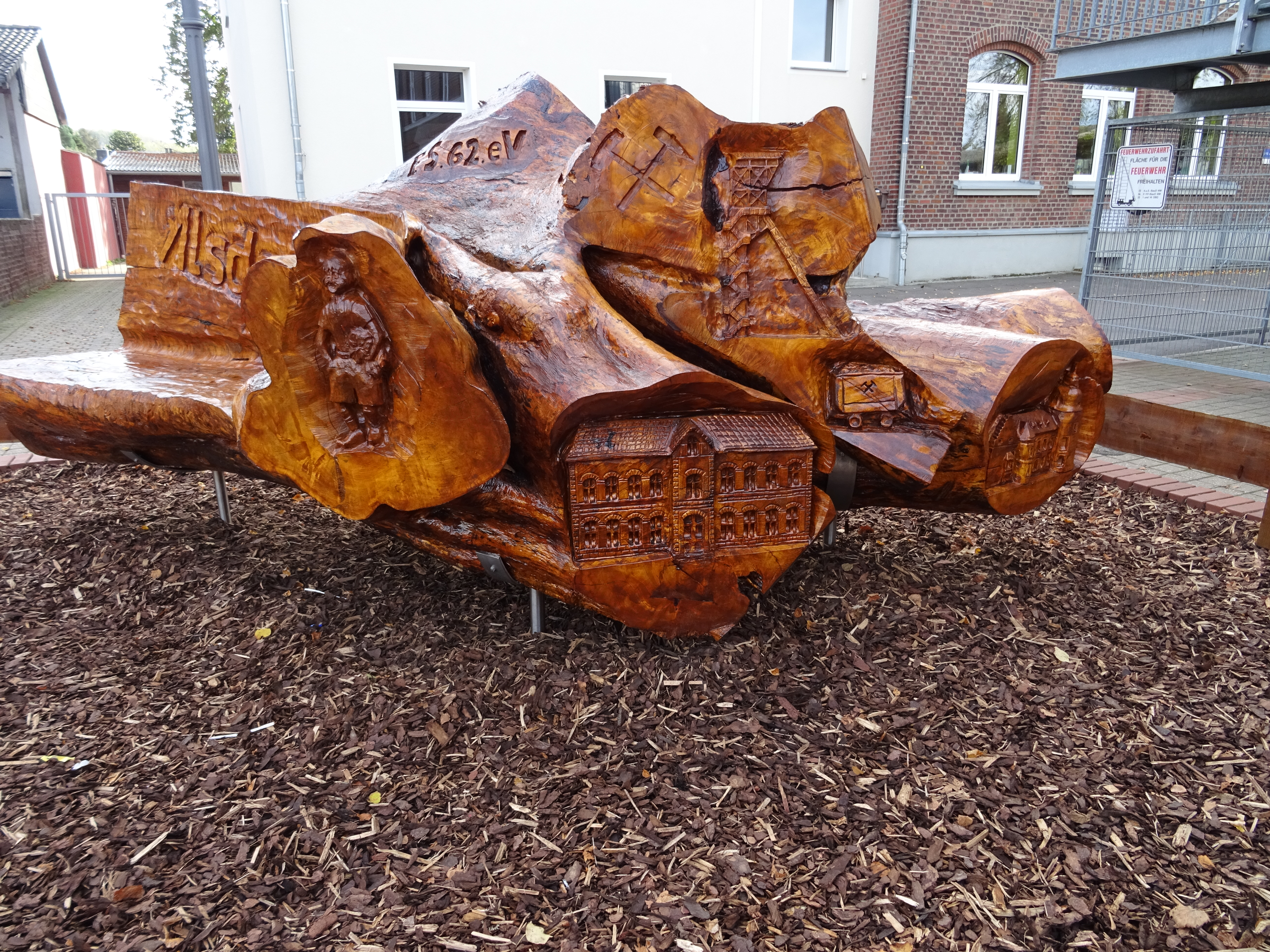
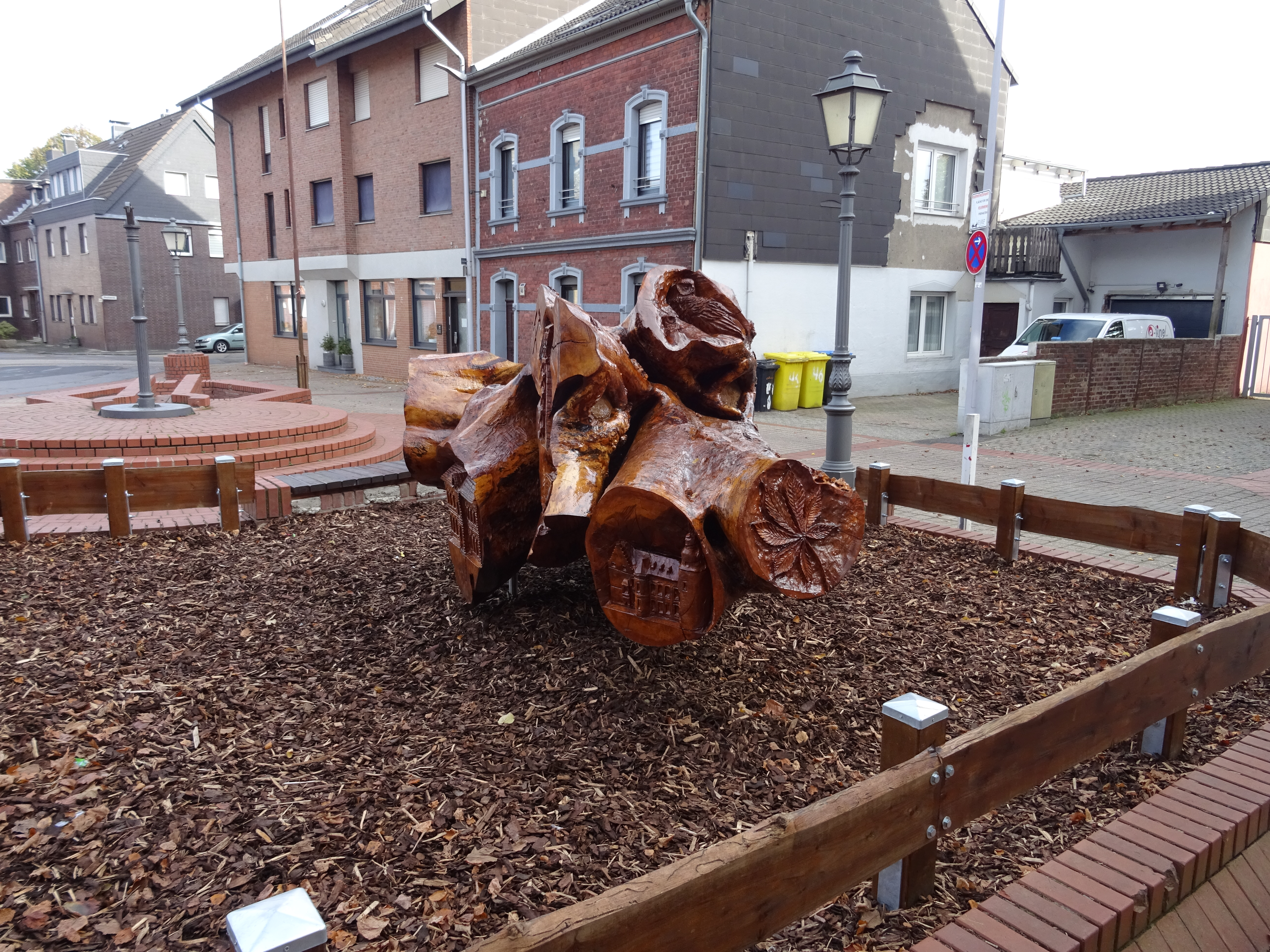
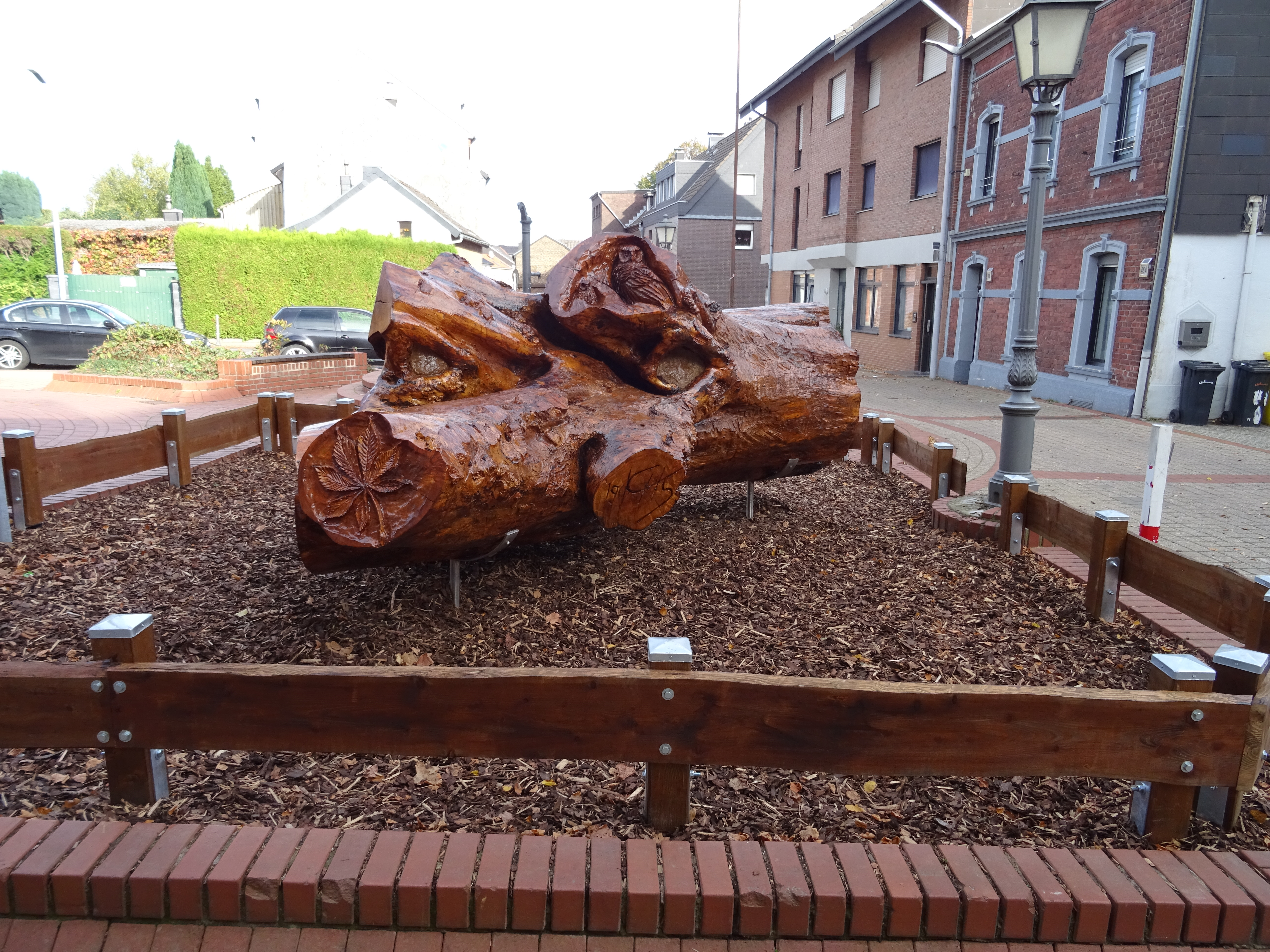
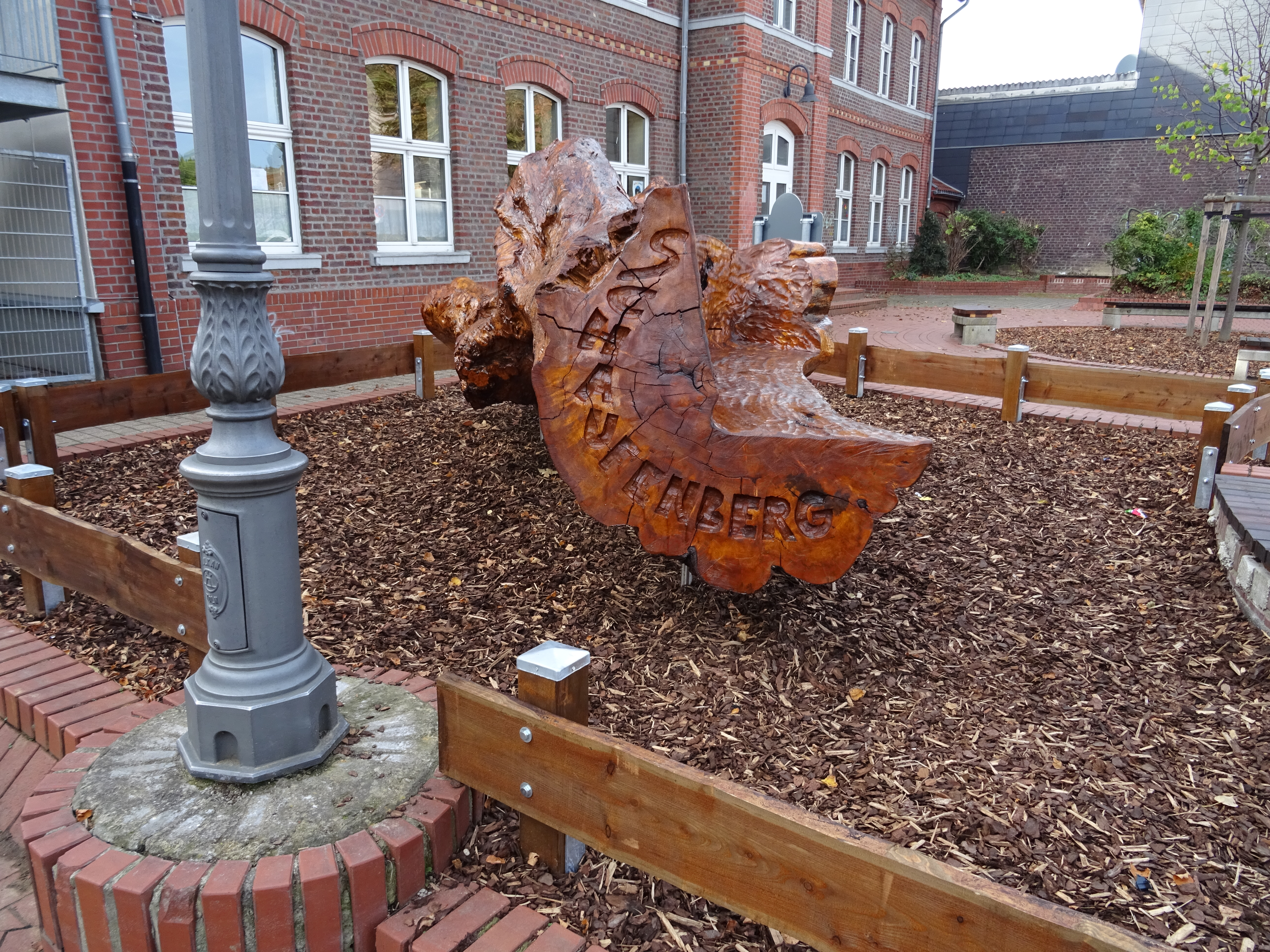
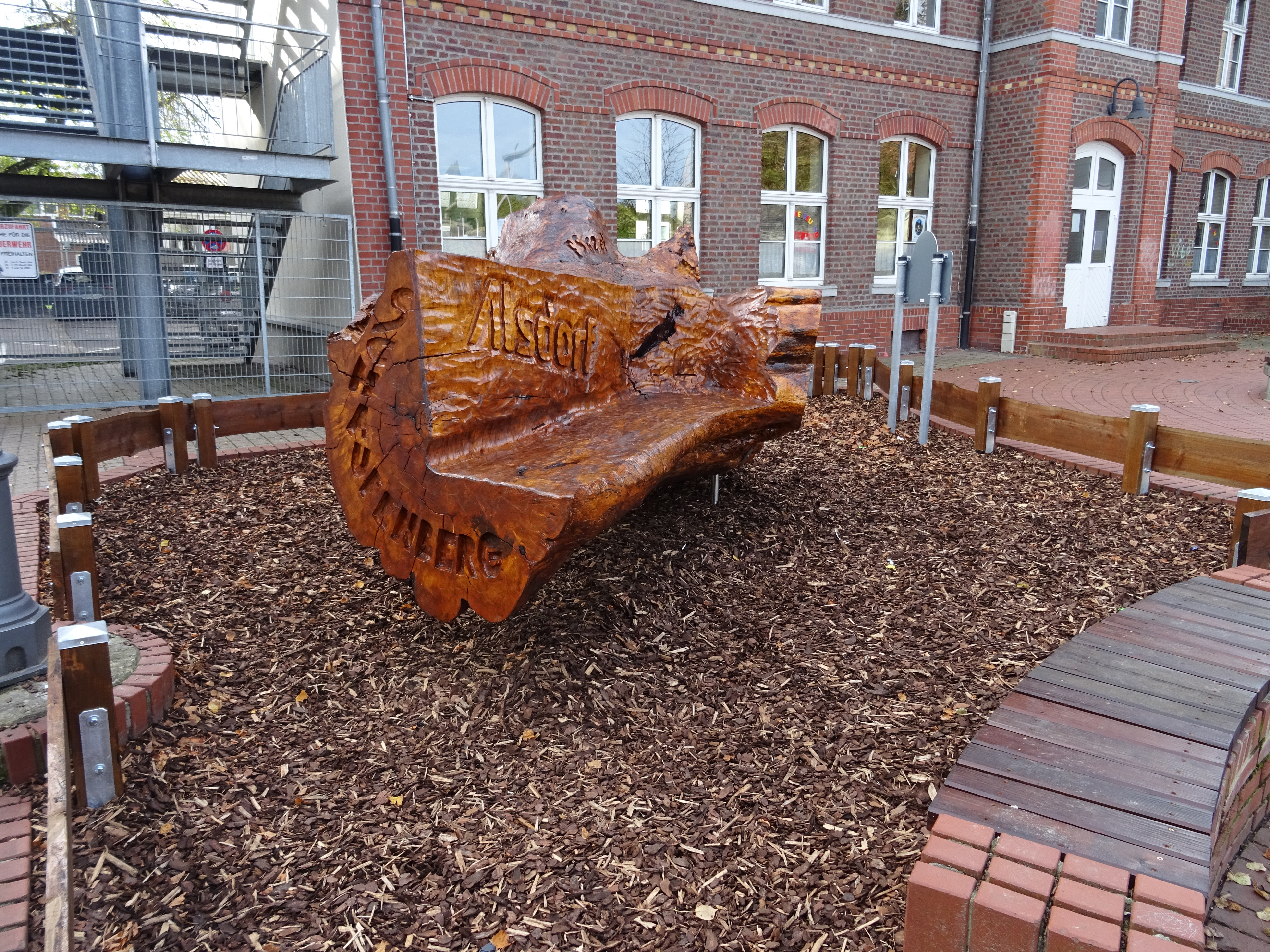
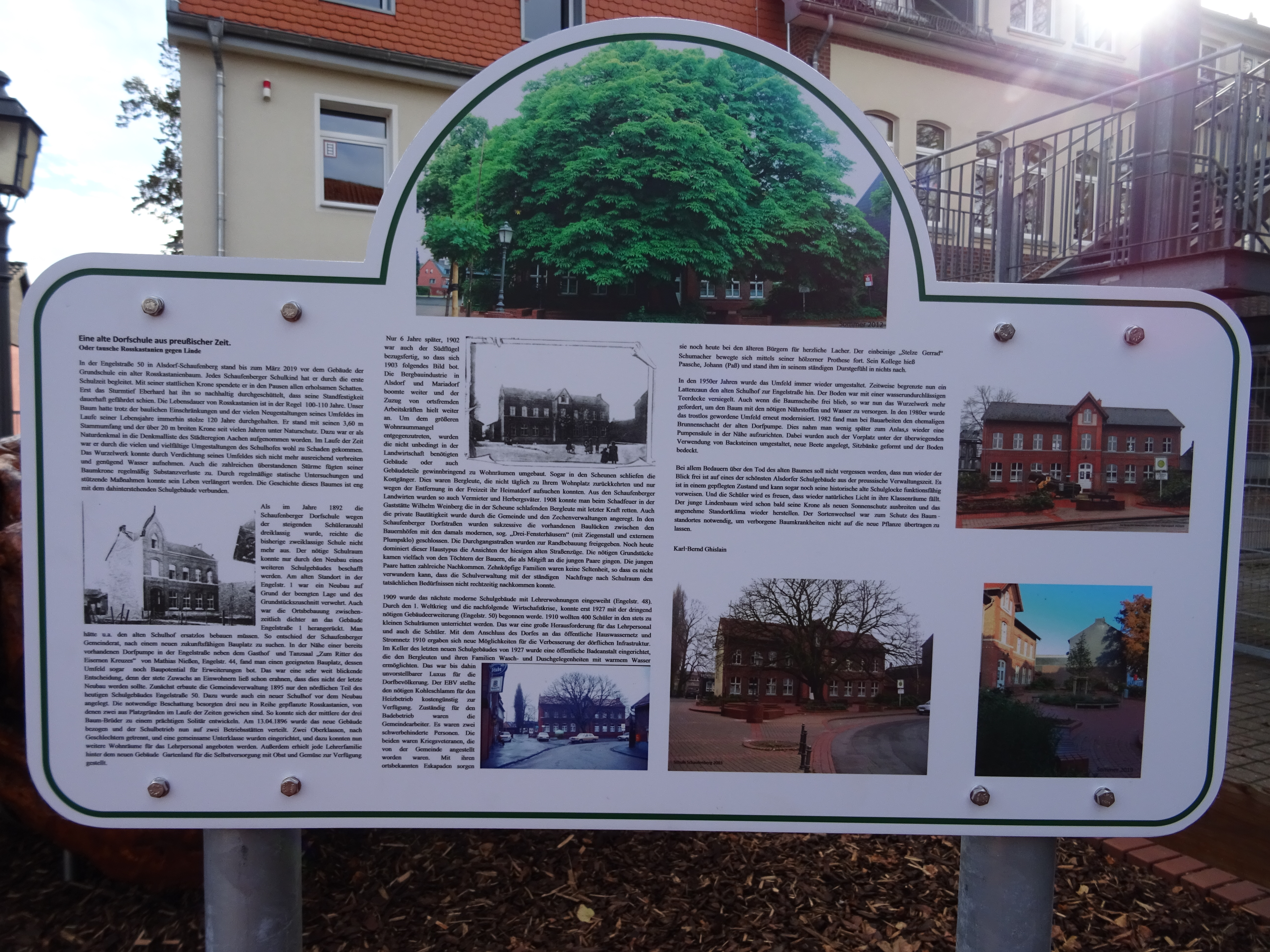

## Verkehr
Die nächstgelegene Autobahnanschlussstelle ist „Alsdorf“ auf der A 44. Die nächstgelegene Euregiobahn-Haltestelle ist seit Dezember 2011 „Alsdorf-Kellersberg“.
Die AVV-Buslinien 28, 29 und 90 der ASEAG verbinden Schaufenberg mit Alsdorf Mitte, Mariadorf, Aldenhoven und Eschweiler. Seit dem 25. März 2024 ist Schaufenberg an das Nachtbusnetz der ASEAG angeschlossen. 
| Linie | Verlauf |
| ----- | --- |
| 28    | Alsdorf-Annapark – Schaufenberg – Siedlung Ost – Mariadorf – Hoengen – Warden – Kambach – Kinzweiler – Hehlrath – Röhe – Eschweiler Bushof – Rathaus – Herz-Jesu-Kirche – Weisweiler – Hücheln (– Langerwehe Bf – Langerwehe Schulzentrum)                                                       |
| 29    | (Alsdorf KuBiZ –) Alsdorf-Annapark – Schaufenberg – Siedlung Ost – Blumenrath / Hoengen – Mariadorf |
| 90    | Alsdorf-Annapark – Schaufenberg – Bettendorf – Siersdorf – Dürboslar – Aldenhoven |
| N9    | Nachtexpress: nur in den Nächten vor Samstagen sowie Sonn- und Feiertagen Elisenbrunnen – Aachen Bushof – (Liebigstr. → Haaren → / ← Alter Tivoli ← Scherberg ← Würselen ← Alsdorf) Weiden – Vorweiden – Linden-Neusen – Broicher Siedlung – Alsdorf-Mariadorf – Siedlung Ost – Alsdorf Annapark |

## Söhne und Töchter des Ortes
- Hubert Dellwing, Lokalpolitiker